# Delomys
Delomys es un género de roedores de la familia Cricetidae. Es endémico de la mata atlántica.

## Especies
- Delomys altimontanus Gonçalves & de Oliveira, 2014
- Delomys dorsalis (Hensel, 1872)
- Delomys sublineatus (Thomas, 1903)